# Pseudotetrapterus
Pseudotetrapterus (Grieks voor 'valse vier vinnen') is een geslacht van uitgestorven straalvinnige beenvissen uit het Oligoceen.